# Discreation
Discreation ist eine hessische Death-Metal-Band aus Rodenbach, die im Jahr 2001 gegründet wurde.

## Geschichte
Nachdem der Bassist Peter Frick und der Gitarrist Sebastian Schilling die Band im Frühjahr 2001 gegründet hatten, stießen kurze Zeit später der Gitarrist Matthias Okon, der Schlagzeuger Tony DeSimone und der Sänger Martin Schulz hinzu. Schulz war bereits zuvor mit Okon bei der Gruppe Ira Tenax tätig. Frick und Schilling organisierten ihr erstes eigenes Festival namens Schlachtfest, um sich eine eigene Auftrittsmöglichkeit zu schaffen. Angeführt wurde das Festival von Disbelief. Neben Discreation hatten noch vier weitere Bands dort ihr Live-Debüt. An dem Hallenfestival nahmen etwa 300 Besucher teil. Etwas später folgten Auftritte als Vorgruppe für Amon Amarth und Die Apokalyptischen Reiter. Zudem begab sich die Band ins Studio, um fünf Lieder für die EP The Great Curse aufzunehmen, die im September 2003 erschien. Danach verließ Schulz die Band, um sich komplett auf Ira Tenax konzentrieren zu können. Als Ersatz kam Kai Müller-Lenz hinzu. Es folgten Auftritte im Vorprogramm von Holy Moses, The Crown, Agathodaimon und Belphegor. Ende 2004 begab sich die Band erneut ins Studio, um ihr Debütalbum Order to Advance aufzunehmen, das im Februar 2005 erschien. Die Wiederveröffentlichung des Tonträgers bei Musicaz Records erfolgte im September 2006, mit einem Vertrieb in Deutschland, Österreich und der Schweiz. Als Bonus lag dem Album eine neu gemasterte Version von The Great Curse bei. In den nächsten vier Jahren änderte sich die Besetzung der Band mehrfach. Die Band hielt zudem weiter Auftritte ab, so unter anderem auch zusammen mit Die Apokalyptischen Reiter in München. Das nächste Album wurde Ende Juni 2010 unter dem Namen Withstand Temptation über SAOL / H’Art veröffentlicht. Hierauf bestand die Band neben Frick, Schilling und Müller-Lenz aus dem Gitarristen David Hübsch und dem Schlagzeuger Michael Winter. 2011 schloss sich als Download-EP Plague and Fire an, die von Jörg Uken (God Dethroned, Dew-Scented) abgemischt und gemastert wurde. Im selben Jahr spielte die Band außerdem Konzerte, unter anderem zusammen mit Voice of Revenge und Damnation Defaced, in ganz Deutschland. Als drittes Album erschien im Oktober 2013 The Silence of the Gods über Remission Records, das erneut von Uken produziert worden war. 2014 spielte die Band auch Konzerte, unter anderem zusammen mit Revel in Flesh und Lay Down Rotten in Mainz. Im Jahr 2015 erschien Procreation of the Wretched, das von Thilo Krieger im Desert Inn Studio in Herborn produziert worden war. Die Gruppe war zudem mittlerweile von Remission Records zu FDA Rekotz gewechselt. Seit dieser Veröffentlichung wird außerdem ein neues Bandlogo verwendet, welches eine Modifizierung des allerersten Bandlogos ist.
Im Frühjahr 2016 verließ Sänger Müller-Lenz die Band, weil er sich mehr auf Beruf und Familie konzentrieren wollte, ersetzt wurde er durch Marco Reitz. Mit ihm nahm die Band das nächste Album End of Days auf, welches 2017 ebenfalls bei FDA Rekotz veröffentlicht wurde. Es folgte eine Tournee mit Master. 2019 entschied Sänger Marco Reitz, sich mehr auf Black Metal und seine Band Horresque zu konzentrieren und verließ Discreation. Etwa zur selben Zeit kam der Kontakt zu Marc Grewe (ehemals Morgoth) zustande. Die Zeit der Corona-Pandemie nutzte die Band, um neue Stücke zu schreiben. Im Herbst 2022 wurden Marc Grewe als neuer Sänger und die Unterzeichnung eines Plattenvertrags bei Massacre Records bekanntgegeben. Das sechste Studioalbum Iron Times erschien im Frühjahr 2023. Im Frühjahr 2025 verließen Sänger Marc Grewe und Gitarrist David Hübsch die Band, neue Sängerin wurde Skadi. Mitte 2025 verließ Schlagzeuger Martin Engels die Band, ersetzt wurde er durch Timo Claas von Disbelief.

## Stil
Jan Fleckhaus vom Metal Hammer stellte in seiner Rezension zu Withstand Temptation fest, dass die Band schwedischen Old-School-Death-Metal spielt, wie man ihn sich schon seit Jahren wieder von Entombed und Grave wünsche. Dabei kopiere Discreation nicht nur einfach ihre Vorbilder, sondern arbeite auch eigene Ideen ein. Die Musik sei meist aggressiv, wobei es auch gelegentlich melodische Einschübe gebe. Patrick Schmidt vom Rock Hard stellte fest, dass die Band nicht nur Death Metal im schwedischen Stil spielt, sondern auf Procreation of the Wretched Stile aus verschiedenen Regionen kombiniere. Im Interview mit Schmidt gab Peter Frick an, dass, wenn die Mitglieder eine Band angeben müssten, die allen gleich gut gefalle, dies wohl Bolt Thrower wäre. Generell seien die musikalischen Interessen allerdings breit gefächert. Dass der Albumtitel einen ähnlichen Namen wie ein Lied von Celtic Frost habe, sei der Band erst später aufgefallen. Die Gruppe sei jedoch auch ein Einfluss für Discreation. Schmidt gab an, dass man die Gruppe zusammen in einem Atemzug mit anderen deutschen Gruppen wie Deserted Fear, Chapel of Disease, Weak Aside und Sulphur Aeon nennen kann. Laut Frick behandeln die Liedtexte von Procreation of the Wretched „sowohl kosmische Themen von der totalen Zerstörung unseres Planeten als auch sehr konkrete, fast schon politische Texte wie beispielsweise den des Titelsongs, der von den Verfehlungen der Menschheit, Religion und falschen Versprechungen handelt“. In derselben Ausgabe rezensierte Schmidt zudem das Album und bezeichnete die Musik als druckvollen und variablen Death Metal. Der Groove und Gesang erinnere an das Album False von Gorefest. Das Lied Megacorpse klinge nach Celtic Frost.

## Diskografie
- 2003: The Great Curse (EP, Eigenveröffentlichung)
- 2005: Order to Advance (Album, Eigenveröffentlichung)
- 2010: Withstand Temptation (Album, SAOL / H’Art)
- 2011: Plague and Fire (EP, Eigenveröffentlichung)
- 2013: The Silence of the Gods (Album, Remission Records)
- 2015: Procreation of the Wretched (Album, FDA Rekotz)
- 2017: End of Days (Album, FDA Records)
- 2023: Iron Times (Album, Massacre Records)